# Gelijkverdeeld
De verschillende stochastische variabelen van een simultane verdeling hebben ieder hun eigen kansverdeling. Deze stochastische variabelen heten gelijkverdeeld, als ze allemaal dezelfde kansverdeling bezitten.
De steekproef {\displaystyle X_{1},\ldots ,X_{n}} bestaat dus uit gelijkverdeelde stochastische variabelen als hun verdelingsfuncties {\displaystyle F} aan elkaar gelijk zijn
{\displaystyle F_{X_{1}}=\ldots =F_{X_{n}}}.
De stochastische variabelen {\displaystyle X_{1},\ldots ,X_{n}} heten in dit geval kopieën van elkaar.
Een steekproef komt in de praktijk tot stand komen door een aantal trekkingen, door een aselecte steekproef uit dezelfde kansverdeling {\displaystyle F}. De steekproef bestaat dan uit gelijkverdeelde elementen, alle verdeeld volgens {\displaystyle F}.